# Giovanni Matteo Asola
Giovanni Matteo Asola, también como Giammateo o Gian Matteo y Asula o Asulae, (Verona, c. 1532 – Venecia, 1 de octubre de 1609) fue un compositor italiano de finales del Renacimiento. Fue un prolífico compositor de música sacra, principalmente en un estilo conservador, aunque pudo haber sido uno de los primeros compositores en escribir una parte para bajo continuo.

## Vida
Nació en Verona en 1532 o antes, desconociéndose sus primeros años y su primera formación. El 7 de mayo de 1546 ingresó en la Orden de Canónigos regulares de San Jorge de Alga de Venecia, donde fue su preceptor musical el canónigo Anselmo de Nigris, prior del monasterio de Sant Angelo in Monte de Verona. Todavía en Verona, probablemente también estudió con Vincenzo Ruffo durante la estancia de éste en la ciudad, entre 1547 y 1563. A partir de 1566 obtuvo el beneficio Mainenti de la iglesia de San Stefano de Verona, que mantuvo hasta su fallecimiento.
En 1569 abandonó la congregación de San Jorge de Alga y se ordenó párroco secular. El 1 de junio de 1571 obtuvo el cargo de capellán de la iglesia de Santa María in Organo de Verona y el 4 de noviembre de 1575 pasó a ejercer la capellanía de la iglesia de San Giorgio in Braida de Verona.
El 26 de noviembre de 1577 fue nombrado maestro de capilla de la Catedral de Treviso; sin embargo, el 29 de abril de 1578 fue elegido para el magisterio de la Catedral de Vicenza, donde el salario y las oportunidades musicales eran mejores. Solo permaneció allí cuatro años, hasta el 15 de mayo de 1582, cuando el cabildo votó por unanimidad «quod amplius non confirmetur» alejarlo del cargo por razones desconocidas.
Partió a Venecia, que era el centro de actividad en el norte de Italia para la música sacra. Excepto por un breve regreso a Verona hacia 1590-1591 como maestro de canto en la escuela y maestro de capilla en la Catedral, vivió en Venecia hasta su fallecimiento, trabajando en la iglesia de San Severo, como uno de los cuatro capellanes; aparentemente nunca estuvo asociado con la Basílica de San Marcos. Falleció el 1 de octubre de 1609 y fue enterrado en la iglesia de San Lorenzo.

## Obra
Asola fue un caso raro de un compositor que trabajaba en Venecia y que casi no mostró influencia estilística de la escuela veneciana; de hecho, la mayoría de sus obras están en el estilo de Palestrina, el idioma de la escuela romana de compositores. En sus obras posteriores, comenzó a utilizar un bajo continuo y es posible que haya sido uno de los primeros compositores en hacerlo. La única característica musical que tomó prestada de los compositores venecianos fue la idea de los cori spezzati, grupos de cantantes espacialmente separados; sin embargo, este estilo musical estaba muy extendido en el norte de Italia cuando estaba escribiendo, y de ninguna manera era exclusivo de Venecia. Las técnicas de cori spezzati aparecen en particular en su publicación de misas a ocho voces de 1588.
Entre sus copiosas obras se encuentran muchas misas, entre ellas una misa de Réquiem; salmos, lamentaciones, vísperas, antífonas, sacrae cantiones y muchas otras obras sagradas. También compuso música profana, incluidos varios libros de madrigales, así como un libro de madrigali spirituali, que se ha perdido.
Uno de sus libros de madrigales es inusual porque consta de cánones solo para dos voces; la mayoría de los madrigales de la época eran para al menos cuatro voces y rara vez usaban un contrapunto estricto.